# Постав (единица измерения)
Постав — старинная русская мера длины тканей.
Поставами назывались большие куски, на которые было разрезано привозимое из-за границы сукно.
Длина этого куска использовалась как единица измерения.
Единица эта не имела чётко определённой величины: в зависимости от местности и эпохи она менялась
от 30 до 60 (по другим данным от 20 до 80) локтей, хотя в конкретное время и в конкретном месте была постоянной.
В ЭСБЕ указано, что в поставе было около 37 аршин сукна (что составляет примерно 50 локтей).
Предположительно, делением постава пополам была образована другая мера ткани — половинка.